# Jacqueline Wong

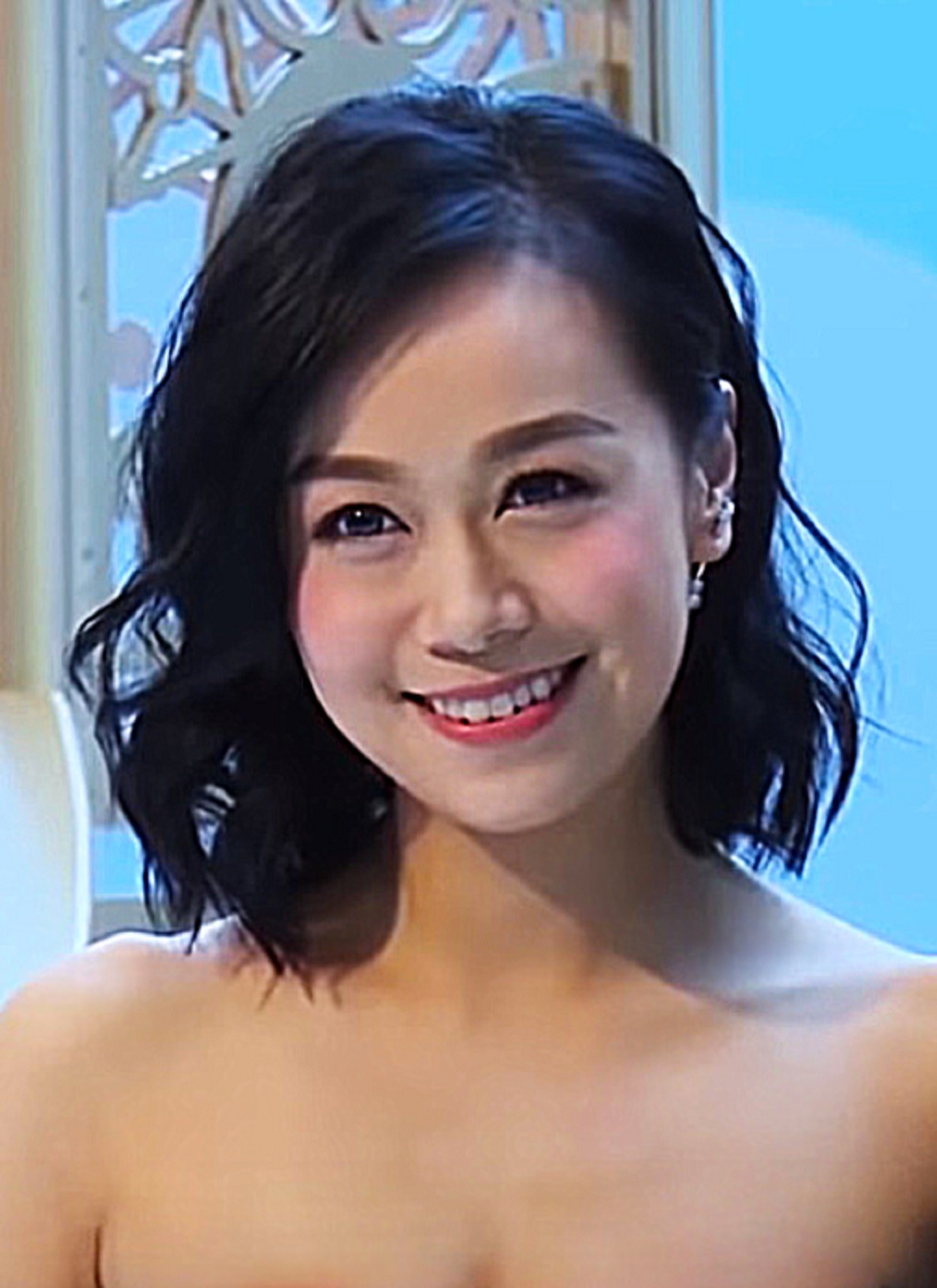
Jacqueline Wong (2017)

Jacqueline Wong Sum-wing (chinesisch: 黃心穎, geboren am 23. Januar 1989 in New York City) ist eine kanadische Schauspielerin und Fernsehmoderatorin bei Television Broadcasts Limited (TVB), sowie Model und Sängerin.

## Leben
Jacqueline Wong  ist das jüngste von vier Kindern. Ihre älteste Schwester Scarlet Wong ist Künstlerin und ehemalige Moderatorin von ViuTV. Mit sieben Jahren zogen sie und ihre Familie nach Vancouver. Sie besuchte 2012 die University of British Columbia und erlangte den Master of Business Administration, bevor sie sich für Miss Hong Kong 2012 bewarb. Da Wong bei ihrer kantonesischen Familie in den Vereinigten Staaten aufgewachsen ist, spricht sie fließend Englisch und Kantonesisch.

## Karriere
Wong trat 2012 bei Miss Hong Kong an und kam auf den zweiten Platz. Im darauffolgenden Jahr vertrat sie Hongkong für Miss World 2013 und kam unter die Top 12. Jacqueline wurde ein Vertrag bei HK Television TVB angeboten und sie erhielt eine Ausbildung zur Entertainerin. Sie begann mit Gastrollen und Nebenrollen, bis sie schließlich Hauptdarstellerin wurde. Ihre erste Rolle war ein Cameo-Auftritt in der Dramaserie The Hippocratic Crush II (2013). Für ihre Rolle im Drama Provocateur (2017) gewann sie den My Favourite TVB Supporting Actress Award, bei den StarHub TVB Awards. Sie veröffentlichte auch die kantonesische Single In My Heart, ein Titelsong für die Sitcom Come Home Love: Lo And Behold.

### Skandal mit Andy Hui
Am 16. April 2019 wurde Wong wegen ihrer körperlichen Intimität mit dem verheirateten Sänger und Schauspieler Andy Hui aus Hongkong in den Medien bekannt. Als Schadensbegrenzung entschuldigte sich Hui sofort öffentlich bei seiner Frau und seinen Angehörigen und führte an, dass er in dieser Nacht betrunken war, gab jedoch zu, dass das keine Entschuldigung für sein Verhalten wäre. Wong entschuldigte sich später öffentlich. Aufgrund des Skandals wurde Wongs Rolle als Chris Tsui in Forensic Heroes IV von ihrer guten Freundin Roxanne Tong übernommen und ihre Szenen wurden neu aufgenommen. Ihr Ruf und ihre Karriere sind seitdem beschädigt. Sie verließ Hongkong und zog nach Los Angeles, um der Presse zu entkommen.

## Filmografie
Quelle:
- 2013: Miss World 2013
- 2013: The Hippocratic Crush II
- 2014: The Ultimate Addiction
- 2014: Tomorrow is Another Day
- 2014: Ha. Yaht. Yau yau
- 2015: Madam Cutie On Duty
- 2015: Smooth Talker
- 2015: With or Without You
- 2015: Limelight Years
- 2015: Inspector Gourmet
- 2017: Provocateur
- 2017: Nothing Special Force
- 2018: Deep in the Realm of Conscience
- 2019: Finding Her Voice
- 2019: The Offliners
- 2019: Handmaidens United